# 劉紘
劉紘（1478年—1513年），字景瞻，江西吉安府安福縣人，民籍，明朝政治人物。

## 生平
江西鄉試第四十□名舉人。弘治十八年（1505年）中式乙丑科三甲第二十五名進士。授江阴县知县，正德五年（1510年）三月选授南京户科给事中，七年九月与族侄淮安知府刘祥与尚衣监太监乔忠发生冲突，被逮入锦衣卫镇抚司，刘祥謫戍贵州平越卫，刘纮赎罪还职，不久因暑疾发作，次年正月去世，年三十六。

## 家族
曾祖劉伯文，以子劉球贈禮部主事；祖父劉珪；父劉釗，贈南京户科给事中；母王氏，贈孺人。永感下。弟劉絳。從子南京兵科给事中劉禔、淮安知府劉祥。